# Eileen Flynn
Eileen Flynn (em irlandês:  Eileen Ní Fhloinn; nascida em 1989/90) é uma política independente irlandesa que exerce o cargo de senadora desde junho de 2020, após ser nomeada pelo Taoiseach.
Tem experiência em desenvolvimento comunitário e ativismo em nome da Irish Travellers. Em junho de 2020, Taoiseach Micheál Martin nomeou Flynn para Seanad Éireann, o Senado irlandês. É a primeira Viajante a servir no Oireachtas (legislatura).

## Vida pregressa
Eileen e sua irmã gêmea Sally nasceram em Labre Park, um local de parada localizado em Ballyfermot em Dublin. A mãe de Eileen morreu de pneumonia, aos 48 anos, quando Eileen e Sally tinham 10 anos. Eileen posteriormente lutou na escola e se rebelou contra a autoridade. No entanto, Eileen dá crédito a seus professores por não desistirem dela e, apesar de seus problemas, ela e sua irmã gêmea se tornaram os primeiros membros da comunidade de Labre Park a alcançar o terceiro nível de educação, em 2008. Eileen estudou no Trinity College Dublin, na Irlanda, como parte de um curso de acesso antes de frequentar o Ballyfermot College of Further Education e, mais tarde, se formou na Maynooth University, em bacharelado em desenvolvimento comunitário.

## Ativismo
Após a conclusão de sua educação, Eileen Flynn foi ativista e trabalhadora comunitária por uma década, trabalhando com grupos como o Irish Traveler Movement, o National Traveler Women's Forum e o Ballyfermot Traveler Action Programme. Ela também fez campanha em questões como moradia, igualdade no casamento, direito ao aborto e anti-racismo.

## Carreira política
Eileen Flynn se candidatou ao Painel Trabalhista nas eleições de Seanad de 2020, mas perdeu por uma margem muito estreita. Em 28 de junho de 2020, ela se tornou senadora ao ser indicada pelo Taoiseach e, ao fazê-lo, tornou-se a primeira viajante a ser membro do Oireachtas. Pavee Point, a organização Traveler Advocacy, saudou sua ascensão ao Seanad como "histórica", assim como o Conselho Nacional de Mulheres da Irlanda. David Norris, o membro mais antigo do Senado, chamou sua indicação de um avanço significativo. Eileen Flynn afirmou que seus objetivos no Seanad serão "serviços de saúde mental, desemprego entre os viajantes, oportunidades para grupos minoritários e a promulgação de legislação sobre crimes de ódio".
Três dias depois de ocupar seu assento no Senado, um senador confrontou Eileen e a chamou de indicação "simbólica". Eileen respondeu que havia conquistado sua posição por meio de seu ativismo.
Em novembro de 2020, Eileen Flynn foi eleita presidente do Comitê Conjunto Oireachtas sobre questões-chave que afetam a comunidade de viajantes.
Em 2022, Eileen Flynn apresentou um projeto de lei no Seanad para substituir o termo "pornografia infantil" por "material de exploração sexual infantil" na legislação, afirmando que o termo "não reflete verdadeiramente a natureza do abuso".

## Prêmios
Eileen Flynn foi indicada pela BBC como uma das 100 mulheres mais inspiradoras do mundo, em 23 de novembro de 2020.

## Vida pessoal
Desde 2018, Flynn mora em Ardara, County Donegal, com seu marido Liam Whyte, um homem estabelecido, e suas duas filhas.